# 1959 في أستراليا
فيما يلي قوائم الأحداث التي وقعت خلال عام 1959 في أستراليا.

## سياسة

### تعيين في المنصب
- 7 مارس – ريمون ستيل هول عضو مجلس النواب جنوب أستراليا من الجمعية.

## مواليد

### يناير
- 31 يناير – أنتوني لاباليا ممثل أسترالي.

### فبراير
- 12 فبراير – سيغريد ثورنتون ممثلة أسترالية.

### يونيو
- 17 يونيو – تشارلي فانكات لاعب كرة مضرب أسترالي.

### سبتمبر
- 12 سبتمبر – براد دالتون لاعب كرة سلة أسترالي.

### أكتوبر
- 11 أكتوبر – واين غاردنر

### نوفمبر
- 22 نوفمبر – لينور زان

## وفيات

### يوليو
- 15 يوليو – إدوارد بالمر (مواليد 1885) كاتب أسترالي.

### أغسطس
- 2 أغسطس – آرثر جفري (مواليد 1892)

### أكتوبر
- 14 أكتوبر – إيرول فلين (مواليد 1909) ممثل أسترالي.

### نوفمبر
- 4 نوفمبر – ايدا اليكسا روز وايلي (مواليد 1885) كاتبة أسترالية.